# Ganjeon-myeon
Ganjeon-myeon (koreanska: 간전면) är en socken i kommunen Gurye-gun i provinsen Södra Jeolla i den södra delen av Sydkorea, 270 km söder om huvudstaden Seoul.